# Pernek
Pernek é um município da Eslováquia, situado no distrito de Malacky, na região de Bratislava. Tem 27,36 km² de área e sua população em 2019 foi estimada em 867 habitantes.

## Demografia
| Ano:        | 1994 | 2004   | 2014   | 2024   |
| ----------- | ---- | ------ | ------ | ------ |
| Broj ljudi: | 742  | 793    | 846    | 899    |
| Razlika:    |      | +6,87% | +6,68% | +6,26% |

| Ano:               | 2023 | 2024   |
| ------------------ | ---- | ------ |
| Número de pessoas: | 908  | 899    |
| Diferença:         |      | -0,99% |